# Trichura melanosoma
Trichura melanosoma är en fjärilsart som beskrevs av George Francis Hampson 1898. Trichura melanosoma ingår i släktet Trichura och familjen björnspinnare. Inga underarter finns listade i Catalogue of Life.